# Wereldkampioenschappen schaatsen afstanden 2017 - 1500 meter vrouwen
De 1500 meter vrouwen op de wereldkampioenschappen schaatsen afstanden 2017 werd gereden op zondag 12 februari 2017 in het ijsstadion Gangneung Science Oval in Gangneung, Zuid-Korea.
Jorien ter Mors was de regerend wereldkampioen en olympisch kampioen. Van de vijf wereldbekerwedstrijden eerder in het seizoen won Heather Bergsma er twee, Ireen Wüst er ook twee en Miho Takagi er een. Bergsma won de wereldtitel in een rechtstreeks duel met Wüst.

## Plaatsing
De regels van de ISU schrijven voor dat er maximaal 24 schaatssters zich plaatsen voor het WK op deze afstand. Geplaatst zijn de beste veertien schaatssters van het wereldbekerklassement na vier manches, aangevuld met de tien tijdsnelsten van die eerste vier manches van de wereldbeker. Achter deze 24 namen werd op tijdsbasis nog een reservelijst van zes namen gemaakt. Aangezien het aantal deelnemers per land beperkt is tot een maximum van drie, telt de vierde (en vijfde etc.) schaatsster per land niet mee voor het verloop van de ranglijst. Het is aan de nationale bonden te beslissen welke van hun schaatssters, mits op de lijst, naar het WK afstanden worden afgevaardigd.
Zuid-Korea startte maar met één vrouw in plaats van de toegelaten twee en hierdoor mocht de Verenigde Staten deelnemen met drie vrouwen, ondanks het feit dat de derde Amerikaanse pas op de vijfde plaats van de reserveplaats stond,

## Statistieken

### Uitslag
| #      | Naam                     | Land | Tijd       |
| ------ | ------------------------ | ---- | ---------- |
| Goud   | Heather Bergsma          | USA  | 1.54,08 BR |
| Zilver | Ireen Wüst               | NED  | 1.54,19    |
| Brons  | Miho Takagi              | JPN  | 1.55,12    |
| 4      | Marrit Leenstra          | NED  | 1.55,85    |
| 5      | Jorien ter Mors          | NED  | 1.56,18    |
| 6      | Martina Sáblíková        | CZE  | 1.56,20    |
| 7      | Olga Graf                | RUS  | 1.57,43    |
| 8      | Katarzyna Bachleda-Curuś | POL  | 1.57,51    |
| 9      | Jekaterina Sjichova      | RUS  | 1.57,73    |
| 10     | Natalia Czerwonka        | POL  | 1.57,87    |
| 11     | Jekaterina Lobysjeva     | RUS  | 1.58,30    |
| 12     | Misaki Oshigiri          | JPN  | 1.58,63    |
| 13     | Luiza Złotkowska         | POL  | 1.58,70    |
| 14     | Mia Manganello           | USA  | 1.58,95    |
| 15     | Nikola Zdráhalova        | CZE  | 1.59,04    |
| 16     | Ida Njåtun               | NOR  | 1.59,15    |
| 17     | Bente Kraus              | GER  | 1.59,35    |
| 18     | Isabelle Weidemann       | CAN  | 1.59,47    |
| 19     | Roxanne Dufter           | GER  | 2.00,46    |
| 20     | Ayano Sato               | JPN  | 2.00,58    |
| 21     | Gabriele Hirschbichler   | GER  | 2.00,94    |
| 22     | Brianne Tutt             | CAN  | 2.01,26    |
| 23     | Park Ji-woo              | KOR  | 2.01,43    |
| 24     | Kelly Gunther            | USA  | 2.01,86    |

### Loting
| Rit | Binnenbaan               | Buitenbaan             |
| --- | ------------------------ | ---------------------- |
| 1   | Park Ji-woo              | Nikola Zdráhalova      |
| 2   | Kelly Gunther            | Bente Kraus            |
| 3   | Katarzyna Bachleda-Curuś | Luiza Złotkowska       |
| 4   | Isabelle Weidemann       | Gabriele Hirschbichler |
| 5   | Jorien ter Mors          | Ayano Sato             |
| 6   | Brianne Tutt             | Ida Njåtun             |
| 7   | Mia Manganello           | Jekaterina Lobysjeva   |
| 8   | Jekaterina Sjichova      | Roxanne Dufter         |
| 9   | Natalia Czerwonka        | Martina Sáblíková      |
| 10  | Miho Takagi              | Marrit Leenstra        |
| 11  | Misaki Oshigiri          | Olga Graf              |
| 12  | Ireen Wüst               | Heather Bergsma        |

1996 · 
1997 · 
1998 · 
1999 · 
2000 · 
2001 · 
2003 · 
2004 · 
2005 · 
2007 · 
2008 · 
2009 · 
2011 · 
2012 · 
2013 · 
2015 · 
2016 · 
2017 · 
2019 · 
2020 · 
2021 · 
2023 · 
2024 · 
2025